# Judith Leysterbrug

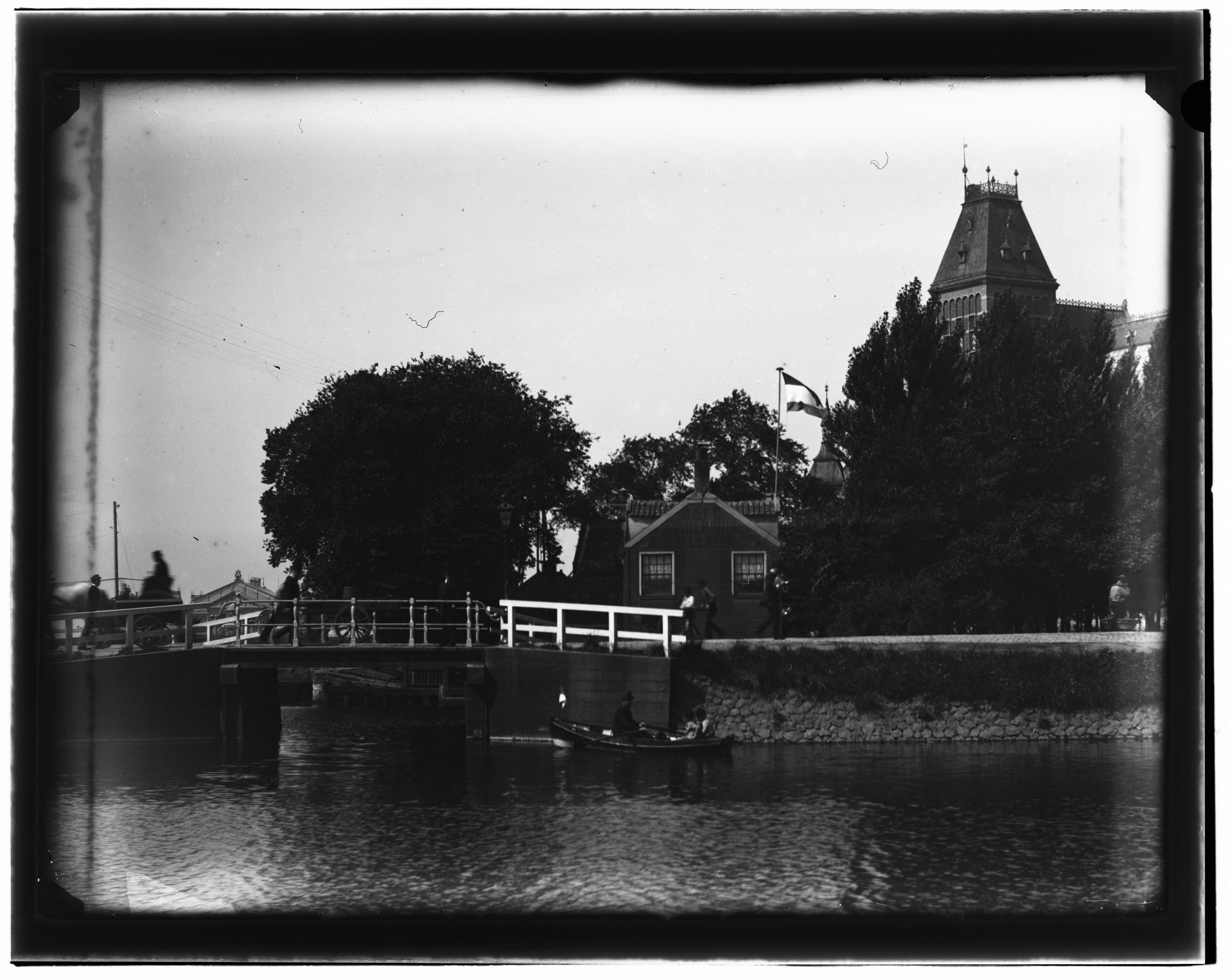
De brug ten tijde van Jacob Olie, 1890

De Judith Leysterbrug (brug 176) is een vaste brug in Amsterdam-Zuid. Het is de enige brug gelegen in de Stadhouderskade en overspant de Boerenwetering.

## Ontwerp huidige brug
Het ontwerp van de huidige brug kwam van bruggenbouwer Piet Kramer. De brug moet het daarbij doen zonder al te veel versieringen, zo ontbreken hier brughuisjes en beeldhouwwerken van Hildo Krop. De sierbalustrades zijn een kenmerk van Kramers ontwerpen, net zoals enkele granieten steunen. De brug is uiteraard gebouwd in de stijl van de Amsterdamse School van die architect, waarbij hij de veelvuldige bakstenen zowel horizontaal als verticaal liet metselen.

## Geschiedenis
Voor 1890 lag hier al een brug, maar deze kon het toenmalige verkeer niet aan. Amsterdam was druk aan het bouwen (en liet ook druk bouwen) aan de Stadhouderskade met als hoogtepunt het Rijksmuseum. In februari 1890 besloot de gemeente dat de hoge sluis vervangen moest worden door een "flinke, breede, vaste" brug. De bouw ging snel want al in april 1890 kon gemeld worden dat de brug gereed was. In 1920 was deze brug zodanig beschadigd dat ze een half jaar afgesloten werd voor het verkeer. Er bleven problemen met de brug want in mei 1924 besloot de gemeente tot een aanbesteding van een nieuwe brug, er was daarbij vraag voor circa 37 m3 aan graniet.
De aanleg/uitbreiding van de brug ging tegen een kostprijs van 51.000 gulden.
In februari 1925 werd melding gemaakt, dat de brug in gebruik genomen kon worden, zodra de Boerenwetering hetzelfde peil had gekregen als de Singelgracht. De brug zou in de loop der jaren uitgroeien tot een van de drukste bruggen van Amsterdam, zeker toen de gemeente besloot de Stadhouderskade tot binnenring (de Rijksweg 10 is de buitenring) te bestempelen.
In 2017 bleken vooral toeristen de brug te gebruiken om er een liefdesslotje aan op te hangen.

## Naam van de brug
De brug kreeg gedurende haar bestaan de aanduiding Stadhoudersbrug, maar deze naam werd nooit officieel. Dat kon eigenlijk ook niet, want ook de brug ter plaatse van de Torontobrug werd zo genoemd (ook officieus). In 2016 kwam de gemeenteraad met het initiatief alle officieuze brugnamen te schrappen, dan wel de officieuze benaming officieel te maken, dan wel de brug een nieuwe naam te geven. Er werd gekozen voor de laatste optie en er werd een voorstel ingediend om de brug te vernoemen naar kunstschilder Judith Leyster met de volgende onderbouwing:
- van haar hangt een aantal schilderijen in het Rijksmuseum (aan de ene kant van de brug)
- haar leermeester was Frans Hals, de Frans Halsstraat ligt op nog geen 100 meter (aan de andere kant van de brug).

Sindsdien heet brug 176 Judith Leysterbrug.

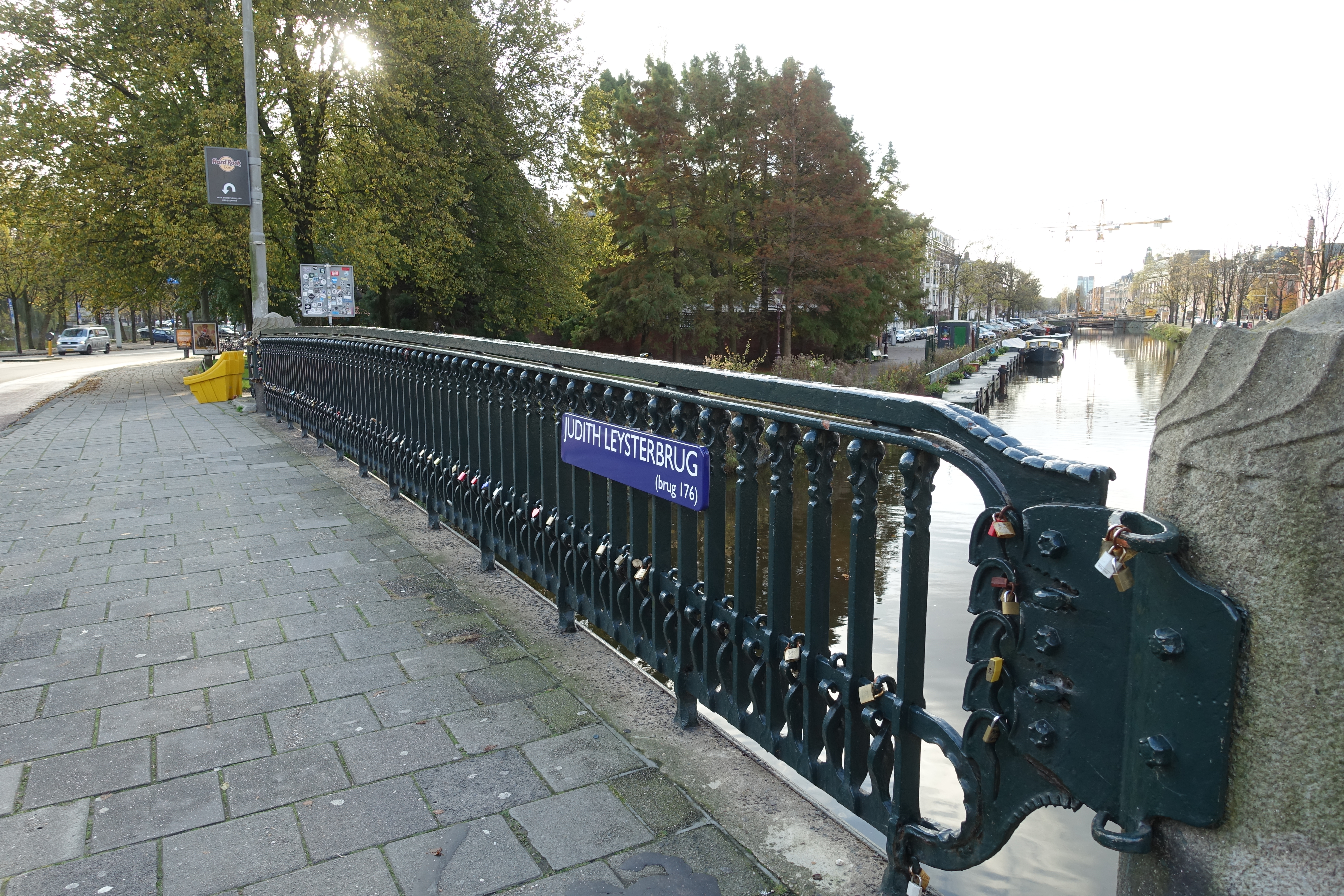
Het naambord op de Judith Leysterbrug in 2017
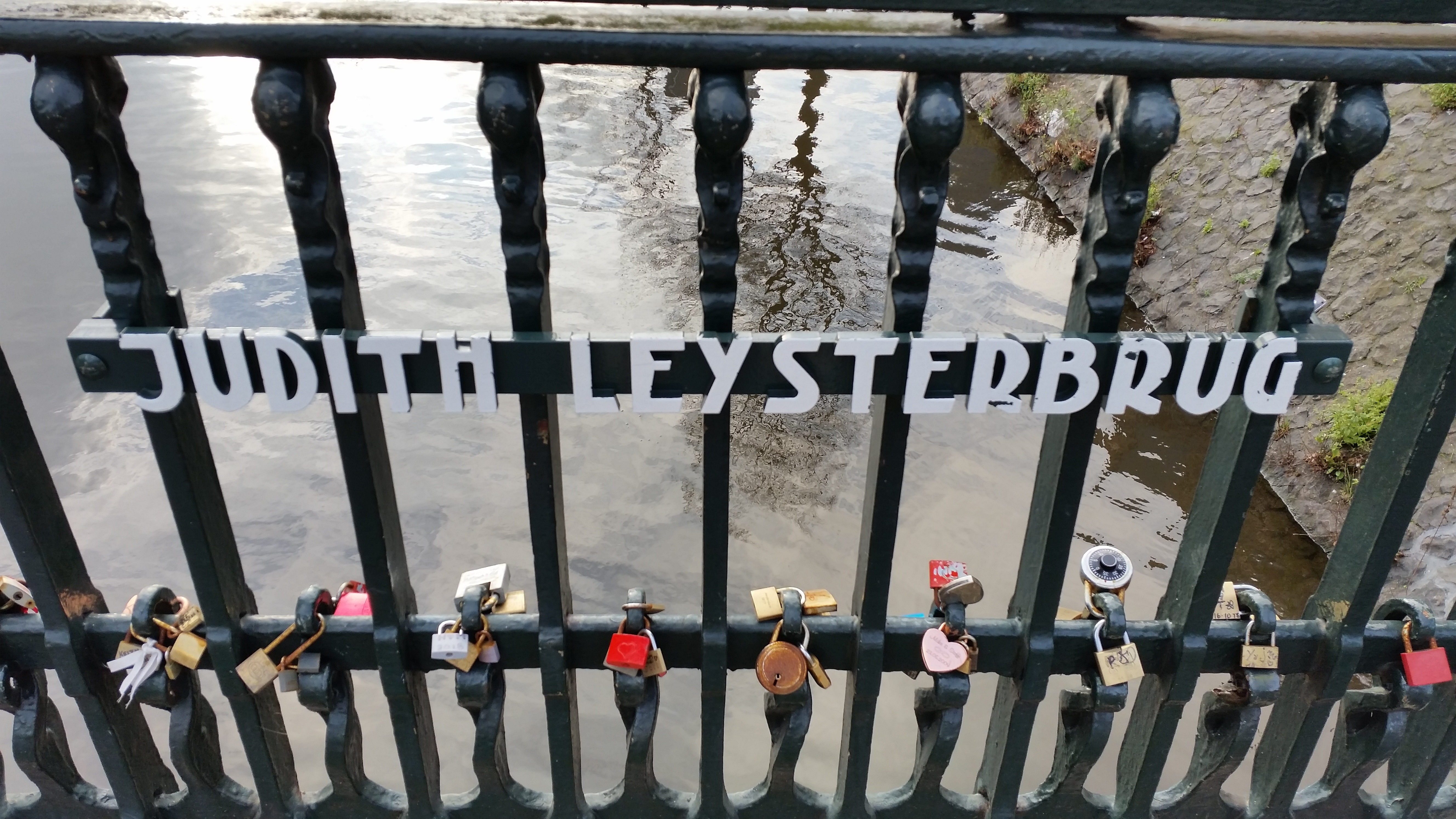
De naamsvermelding in 2018, met daaronder liefdesslotjes.

<<< · 100 · 101 · 102 · 103 ·  105 · 106 · 107 · 108 · 109 ·  110 · 111 · 112 · 113 · 114 · 115 · 116 · 117 · 118 · 119 · 120 · 121 · 122 · 123 · 124 · 125 · 126 · 127 · 128 · 129 · 130 · 131 · 132 · 135 · 136 · 137 · 138 · 139 · 140 · 141 · 142 · 143 · 144 · 145 · 146 · 147 · 148 · 149 ·  150 · 151 · 152 · 155 · 156 · 159 · 160 · 161 · 162 · 163 · 164 · 165 · 166 · 167 · 168 · 169 ·  170 · 171 · 172 · 173 · 174 · 175 · 176 · 177 · 178 · 179 · 180 · 181 · 182 · 183 · 184 · 185 · 186 · 187 · 189 · 190 · 191 · 192 · 193 · 194 · 195 · 196 · 198 · 199 · >>>
Brugnummers 104, 133, 134, 153, 154, 157, 158, 188 en 197 zijn niet (meer) in gebruik.